# 1296

## Починали
- 8 февруари – Крал Пшемисъл II, владетел на Полша